# Rugby em cadeira de rodas nos Jogos Paralímpicos de Verão de 2016
As competições de rugby em cadeira de rodas nos Jogos Paralímpicos de Verão de 2016 foram disputadas entre 14 e 18 de setembro na Rio Arena, no Rio de Janeiro, Brasil. Cem atletas competiram divididos em oito equipes.

## Qualificação
| País                          | Método de qualificação           | Data                                  | Sede       | Vagas |
| ----------------------------- | -------------------------------- | ------------------------------------- | ---------- | ----- |
| BRA Brasil                    | Anfitrião                        | 2 de outubro de 2009                  | Copenhagen | 1     |
| AUS Austrália                 | Campeonato Mundial de 2014       | 21–26 de setembro de 2014             | Odense     | 1     |
| CAN Canadá                    | Jogos Parapan-Americanos de 2015 | 8-14 de agosto de 2015                | Toronto    | 1     |
| GBR Grã-Bretanha SWE Suécia   | Campeonato Europeu de 2015       | 13–20 de setembro de 2015             | Nastola    | 2     |
| JPN Japão                     | Campeonato Asiático de 2015      | 29 de outubro – 1 de novembro de 2015 | Chiba      | 1     |
| FRA França USA Estados Unidos | Qualificação Olímpica            | 21 de abril de 2016                   | Paris      | 2     |

## Primeira fase

### Grupo A
| Pos. | Equipes            | P | J | V | E | D | GP | GC | SG |
| ---- | ------------------ | - | - | - | - | - | -- | -- | -- |
|      | USA Estados Unidos |   |   |   |   |   |    |    |    |
|      | JPN Japão          |   |   |   |   |   |    |    |    |
|      | SWE Suécia         |   |   |   |   |   |    |    |    |
|      | FRA França         |   |   |   |   |   |    |    |    |

### Grupo B
| Pos. | Equipes          | P | J | V | E | D | GP | GC | SG |
| ---- | ---------------- | - | - | - | - | - | -- | -- | -- |
|      | AUS Austrália    |   |   |   |   |   |    |    |    |
|      | GBR Grã-Bretanha |   |   |   |   |   |    |    |    |
|      | CAN Canadá       |   |   |   |   |   |    |    |    |
|      | BRA Brasil       |   |   |   |   |   |    |    |    |

## Fase final
|  | Semifinais | Semifinais |  |     | Final          | Final |  |
|  |            |            |  |     |                |       |  |
|  |            |            |  |     |                |       |  |
|  | A1         |            |  |     |                |       |  |
|  | B2         |            |  |     |                |       |  |
|  |            |            |  |     |                |       |  |
|  |            |            |  |     |                |       |  |
|  |            |            |  |     | SF1            |       |  |
|  |            | SF2        |  |     |                |       |  |
|  |            |            |  |     |                |       |  |
|  |            |            |  |     |                |       |  |
|  |            |            |  |     | Terceiro lugar |       |  |
|  |            |            |  |     |                |       |  |
|  | B1         |            |  | LS1 |                |       |  |
|  | A2         |            |  |     | LS2            |       |  |

## Medalhistas
| Evento | Ouro          | Prata              | Bronze    |
| ------ | ------------- | ------------------ | --------- |
| Misto  | AUS Austrália | USA Estados Unidos | JPN Japão |